# Косарики тонкі
Коса́рики тонкі́ (Gladiolus tenuis) — рідкісна багаторічна рослина родини півникових. Вид занесений до Червоної книги України у статусі «Вразливий». Декоративна культура.

## Опис
Трав'яниста рослина 35–85 см заввишки. Бульбоцибулина короткояйцеподібна з конусподібною верхівкою, іноді має декілька додаткових бульбоцибулинок. Покривні луски з сітчастими і паралельними грубими волокнами. Стебло прямовисне, знизу обгорнуте двома піхвами. Листків три: з них два нижніх лінійно-мечоподібні, а верхній виглядає як піхва з недорозвиненою листковою пластинкою. Приквітки лускоподібні, ланцетні, на верхівці загострені, вдвічі коротші за оцвітину.
Суцвіття — однобічна китиця, що складається з 4–12 квіток завдовжки 2,5–3,8 см. Основа оцвітини вигнута, пелюстки обернено-яйцеподібні, заокруглені, пурпурово-фіолетові, на нижніх пелюстках помітна пляма темно-синього або білого кольору з фіолетовими жилками. Плід — обернено-яйцеподібна коробочка з трьома малопомітними заокругленими гранями, завдовжки 8–10 мм. Насінини грушоподібні, без крилатої облямівки.

## Екологія та поширення
Рослина світло- і вологолюбна. Зазвичай косарики тонкі зростають поодинці або невеликими групами на галявинах, узліссях, солонцюватих луках, вологих місцях серед гранітних відслонень або пісків, в заплавах річок, на дні балок та периферії евтрофних боліт. Зрідка їх можна знайти на антропогенно-порушених ділянках та у лучно-степових формаціях.
Запилення відбувається за участю комах. Квітне у травні-липні, плодоносить у червні-серпні. На ділянках з сильним сінокосним навантаженням цвітіння і висипання плодів спостерігається раніше. Це пояснюється тим, що в таких місцях шар снігу нетривкий, отже навесні ґрунт раніше звільняється від снігу і швидше прогрівається. Крім того на сінокосах рослини формують більш короткі і щільні суцвіття. Окрім насіннєвого можливе вегетативне розмноження за допомогою бульбоцибулин, але в пригнічених популяціях воно не відіграє помітної ролі. Проростання насіння може відбуватися як восени, так і навесні. Бульбоцибулина щороку замінюється.
Косарики тонкі розповсюджені в Східній Європі, на Кавказі та в Центральній Азії. Північно-східна межа ареалу пролягає через південь Уралу. В Україні ця рослина поширена переважно на Лівобережжі, в Київській, Черкаській, Кіровоградській областях та Криму.

## Значення і статус виду
Подібно до інших європейських видів цього роду косарики тонкі дуже уразливі через те, що їх цвітіння на більшій частині ареалу припадає на час сінокосу. Внаслідок цього велика кількість цих рослин гине, не залишаючи насіння. Крім того, на чисельність виду негативно впливають випасання худоби, оранка, збирання квітів для букетів, викопування рослин. За межами України вид охороняється в Росії, де він занесений до регіональних Червоних книг 12 суб'єктів федерації. В Україні цей вид охороняється в національному парку «Святі Гори», заповідниках Ялтинському гірсько-лісовому, Кримському, Луганському (філії «Стрільцівський степ» і «Провальський степ»), Українському степовому (філії Кам'яні Могили та «Михайлівська цілина»).
Вид має наукове значення як представник давнього мезогігрофільного флорогенетичного комплексу. Косарики тонкі використовуються в декоративному садівництві для прикрашення садиб та аранжування букетів. Помічено, що культивовані особини в порівнянні з дикорослими дають більш міцні пагони і суцвіття. В Україні цю рослину можна побачити в колекціях Нікітського, Донецького та Національного ботанічного саду імені Миколи Гришка.

## Синоніми
- Gladiolus apterus Klokov
- Gladiolus communis L. var. tenuis (M.Bieb.) Wahlb.
- Gladiolus imbricatus auct. non L.[4]
- Gladiolus tenuis Baker (1876)[1]

## Галерея

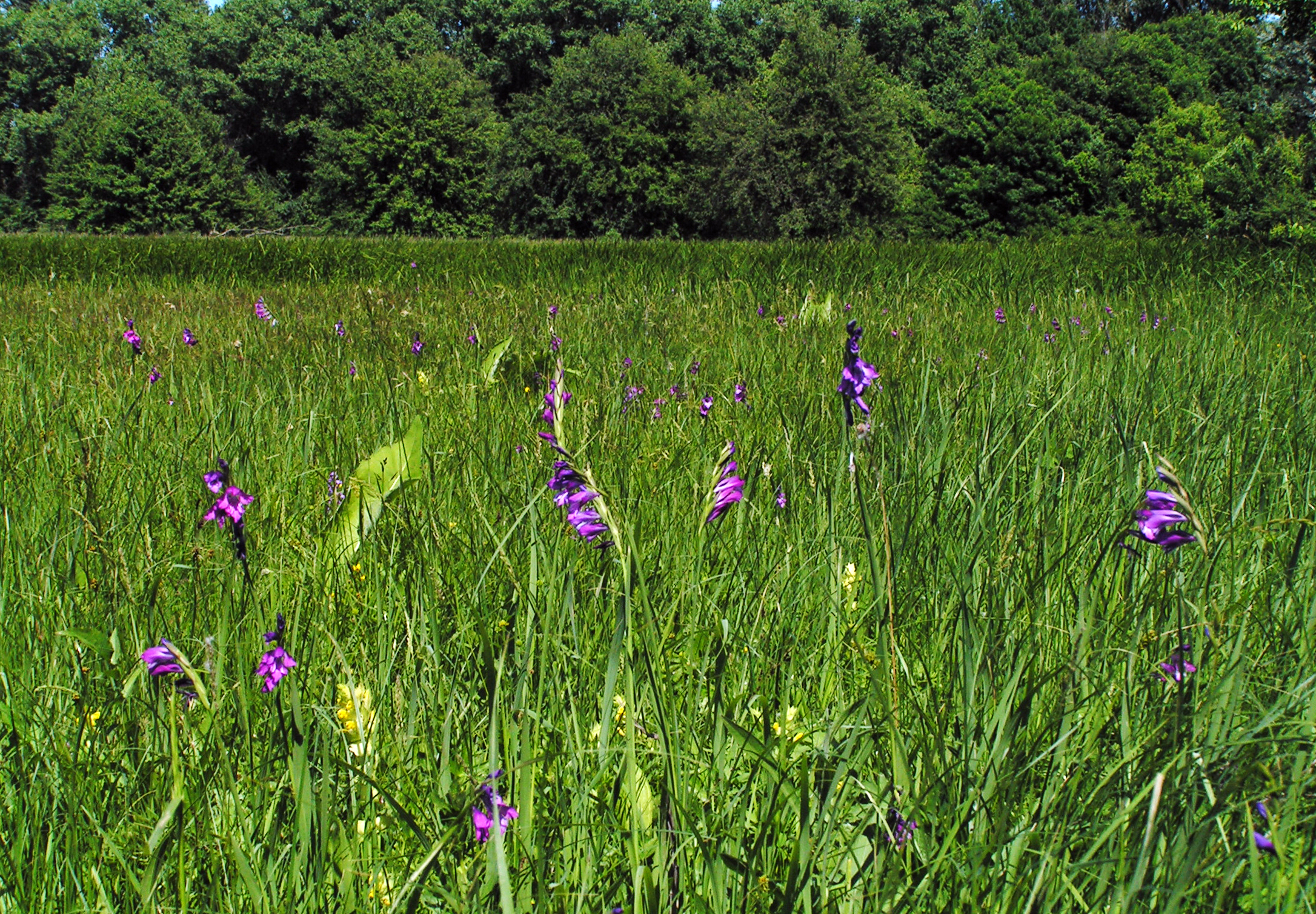
Косарики тонкі у Ботанічному заказнику Юницького
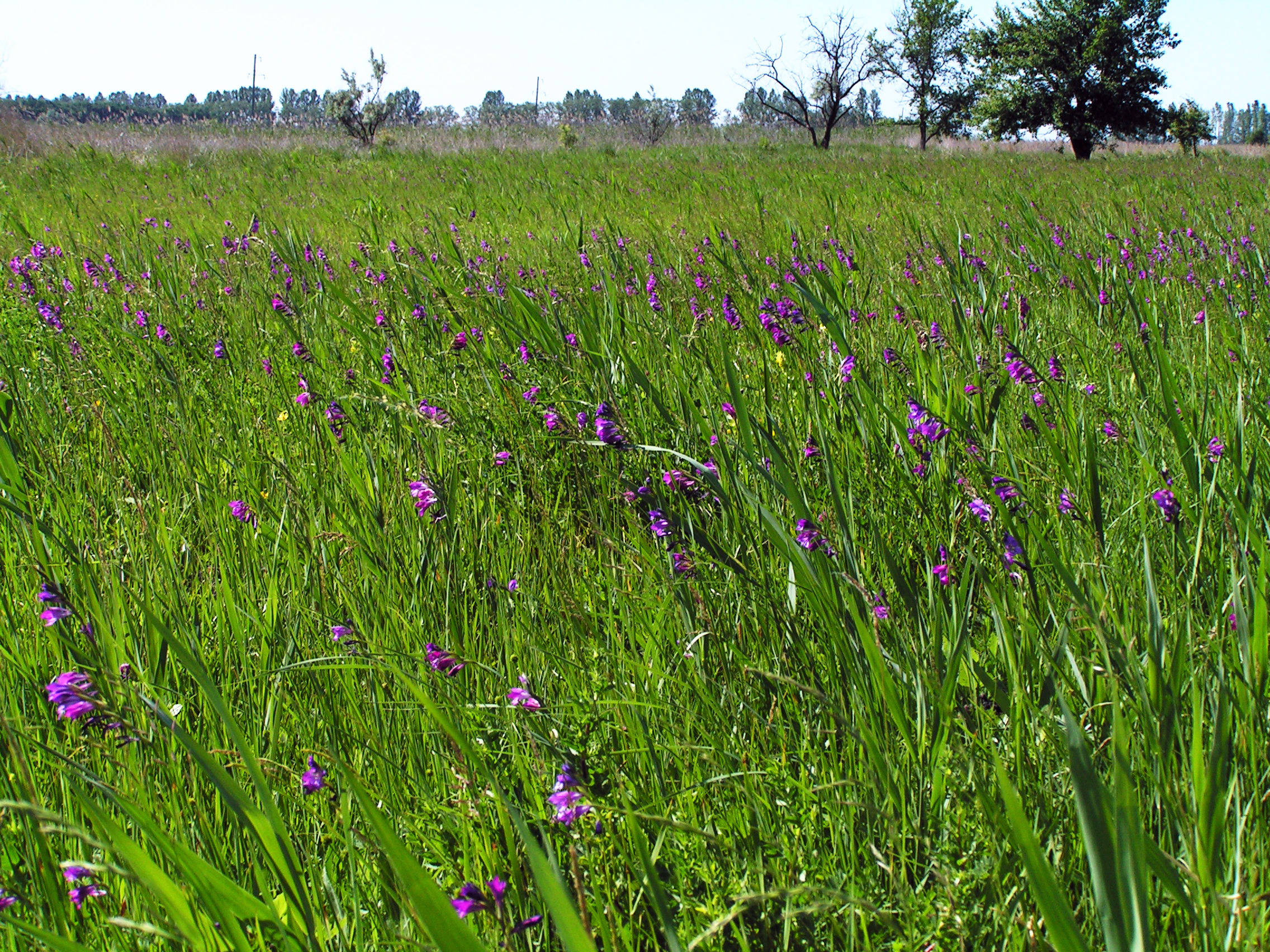
Косарики тонкі у Ботанічному заказнику Юницького